# Whisper network

Un whisper network est une chaîne informelle d'informations transmises en privé entre femmes. Il s'agit généralement d'une liste de personnes influentes dans une industrie, qui ont la réputation présumée d'être des harceleurs ou des agresseurs sexuels,,,. Les informations sont souvent partagées entre les femmes par le bouche à oreille ou en ligne dans des communautés privées, des forums, des feuilles de calcul et des documents en crowd sourcing,,. Le but déclaré du maintien de ces listes est d'avertir les victimes potentielles des « personnes à éviter » (communément appelées « missing stairs ») dans leur secteur. Les whisper networks sont également censés aider les victimes à identifier un agresseur commun et à parler ensemble d'un agresseur en série.

## Historique
Le terme a été popularisé pendant le mouvement #MeToo,, après que plusieurs listes privées aient été publiées en dehors des réseaux privés. Parmi les listes publiées figuraient la liste Shitty Media Men, la liste California State Capitol, et le document Google Harvey Weinstein,. Karen Kelsky a créé une liste moins controversée sur les hommes dans le milieu universitaire intitulée « Sexual Harassment In the Academy: A Crowdsourced Survey », qui comptait plus de 2 000 entrées à la fin de 2017. Il comprend les histoires sans nommer les accusateurs et les accusés. Kelsky a dit qu'elle espérait que la liste aiderait à démontrer l'étendue de l'inconduite sexuelle dans le domaine universitaire, et cela a abouti à l'enquête sur douze hommes à l'université du Michigan.
La publication de listes issues de whisper networks au public a été largement critiquée pour avoir répandu des rumeurs non fondées qui peuvent nuire à la réputation,. Selon le fondateur de l'application Tea (qui permet aux utilisatrices de commenter et notes des photos d'hommes ainsi que de discuter en groupe), l'équipe juridique de l'entreprise reçoit environ trois menaces juridiques par jour. Cependant, le débat se poursuit sur les meilleures alternatives pour les femmes qui ont été punies ou ignorées par les canaux officiels pour avertir d'autres femmes,,,. Il a été noté que certains groupes vulnérables, tels que les jeunes femmes et les femmes de couleur, ont rarement accès à ces listes privées. En conséquence, ces groupes reçoivent rarement une protection contre les réseaux de chuchotement à moins qu'ils ne soient publiés,,. Le principal problème lorsque l'on essaie de protéger davantage de victimes potentielles en publiant de telles listes issues des whispering networks est de déterminer le meilleur mécanisme pour vérifier les allégations,. Certaines suggestions ont inclus le renforcement des syndicats dans les industries vulnérables afin que les travailleuses et les travailleurs puissent signaler directement au syndicat, le maintien des lignes d'assistance téléphonique de l'industrie qui ont le pouvoir de déclencher des enquêtes par des tiers et la création de systèmes publics qui permettent le signalement anonyme avec la possibilité de connecter les victimes qui signalent la même chose. Plusieurs applications ont été développées qui offrent aux femmes différentes manières de signaler une inconduite sexuelle, et certaines de ces applications ont la capacité de connecter les victimes entre elles. Les travailleuses du sexe partagent régulièrement des « listes de mauvais rendez-vous » et St. James Infirmary Clinic (en) (qui offre des services de santé et de sécurité aux travailleuses du sexe) a créé une application « Bad Date » qui permet aux travailleuses du sexe de consigner anonymement les incidents et d'avertir les autres travailleuses du sexe des clients qui ont menacé, extorqué, volé ou usé de violences.